# Gornje Žapsko
Gornje Žapsko (en serbe cyrillique : Горње Жапско) est un village de Serbie situé sur le territoire de la Ville de Vranje, district de Pčinja. Au recensement de 2011, il comptait 86 habitants.
Dans le village se trouve le monastère de Gornje Žapsko.

## Démographie
| 1948 | 1953 | 1961 | 1971 | 1981 | 1991 | 2002 | 2011 |
| ---- | ---- | ---- | ---- | ---- | ---- | ---- | ---- |
| 230  | 204  | 193  | 180  | 154  | 115  | 109  | 86   |

|  |